# 高根村 (新潟県北魚沼郡)
高根村（たかねむら）は、かつて新潟県北魚沼郡にあった村。

## 沿革
- 1889年（明治22年）4月1日 - 町村制施行に伴い北魚沼郡高倉村、横根村が合併し、高根村が発足。
- 1893年（明治26年）4月7日 - 大字高倉が分離し、村制施行して高倉村となる。残部が北魚沼郡入広瀬村に編入され消滅。